# Richard Mühlfeld
Richard Mühlfeld (né le 28 février 1856 à Salzungen et mort le 1er juin 1907 à Meiningen) fut le clarinettiste allemand le plus connu et le plus accompli de son époque. Il se produisit d’abord comme violoniste.

## Biographie
Richard était le quatrième fils de Leonhard Mühlfeld, musicien de la ville de Salzungen ; il grandit dans une famille musicale dans laquelle il reçut très tôt des leçons de violon, de piano et de clarinette. À côté de cela il chantait dans la chorale de Salzungen.
Mühlfeld fut un autodidacte de la clarinette, ce qui n’avait rien d’extraordinaire jusqu'à la fin du XIXe siècle.
À partir de 1873, Richard fit partie de l’orchestre privé de la cour ducale de Meiningen essentiellement comme 2e violoniste. Rapidement, il fut employé comme clarinettiste et remplaça souvent le premier clarinettiste. Il accomplit ses 3 ans de service militaire comme clarinettiste solo dans la musique du régiment. Pendant les mois d'hiver, il était mis en congé de service militaire pour soutenir l’orchestre de la cour.
Richard Mühlfeld joua avec d'autres membres de l’orchestre de la cour de Meiningen en 1876 sous la direction de Hans Richter pour la création du festival de Bayreuth. À partir de 1884, il fut clarinettiste solo de l’orchestre du festival de Bayreuth, pendant 12 ans, et joua sous la direction de chefs d’orchestre comme Hermann Levi, Felix Mottl et Richard Strauss.
En octobre 1879, on engagea Mühlfeld comme première clarinette de l’orchestre de la Cour. 
En 1880, l’engagement de Hans von Bülow comme directeur de l’orchestre de Meiningen lui fut profitable : celui-ci développa un orchestre d'élite et le fit connaître hors des frontières du duché de Saxe-Meiningen. Mühlfeld participa ainsi aux nombreuses tournées de l’orchestre de la cour de Meiningen en Allemagne et dans d’autres parties de l'Europe.
En 1881, il épousa Minna Seyfert avec qui il eut deux enfants. 

Le duc de Saxe-Meiningen, Georges II, nomma Richard Mühlfeld Kammermusiker (titre honorifique) en 1883 et directeur musical en 1890. À cette époque, ses prestations comme soliste augmentaient de plus en plus.
À partir de 1891 se développa une amitié plus personnelle et musicale entre Mühlfeld et Johannes Brahms qui, depuis 1881, collaborait étroitement avec l’orchestre de la Cour de Meiningen. Brahms écrivit alors pour Mühlfeld le Trio pour clarinette, violoncelle et piano en la mineur op. 114 et le Quintette pour clarinette en si mineur op. 115, qui furent exécutés pour la première fois le 24 novembre 1891 à Meiningen, en privé, avec Brahms lui-même au piano dans le trio et le quatuor du violoniste Joseph Joachim dans le quintette. La première exécution publique du quintette le 12 décembre 1891 à l'Académie de chant de Berlin marqua le début de la carrière internationale de Mühlfeld. Il s’ensuivit des tournées périodiques annuelles à Vienne, Berlin et Londres. En 1894, Brahms composa ensuite, pour Mühlfeld, les deux sonates pour clarinette et piano, en fa mineur et mi bémol majeur, op. 120. Les deux musiciens les jouèrent ensemble lors de vingt concerts jusqu'au début de 1895.
À partir de 1904, Mühlfeld se plaignit de différents problèmes de santé jusqu'à ce qu'il meure après un blocage du rein à la suite d'une hémorragie cérébrale. Il fut inhumé le 1er juin 1907 au cimetière de Meiningen.
En 31 ans, Richard Mühlfeld donna 645 concerts dans 138 endroits que son frère et chroniqueur de musique Christian Mühlfeld inventoria. À côté de ses activités dans l'orchestre, il dirigea un orphéon à Meiningen et donna des cours de piano.
Il est enterré au cimetière du parc de Meiningen.

## Sources
- Mühlfeld, Christian: Die Herzogliche Hofkapelle in Meiningen. Biographisches und Statistisches Manuskript, Meiningen 1910.
- Müller, Herta: Richard Mühlfeld - der Brahms-Klarinettist. In: Brahms-Studien Bd. 13, Tutzing 2002.